# Kunsthalle de Berne
La Kunsthalle de Berne est un centre d'art moderne et contemporain suisse situé dans la ville de Berne.

## Historique
La Kunsthalle a été construite entre 1917 et 1918 par une association d'art de la ville de Berne. Elle fut inaugurée le 5 octobre 1918, et est devenue au fil des années un important centre d'exposition d'art moderne et d'art contemporain. Elle a notamment organisé des expositions et rétrospectives d'artistes majeurs du XXe siècle tels que Paul Klee, Christo, Alberto Giacometti, Julio González, Henry Moore, Jasper Johns, Sol LeWitt, Bruce Nauman et Daniel Buren.
Le musée est inscrit comme bien culturel d'importance régionale.

## Directeurs
- 1918-1930 : Robert Kieser
- 1931-1946 : Max Huggler (de)
- 1946-1955 : Arnold Rüdlinger
- 1955-1961 : Franz Meyer
- 1961-1969 : Harald Szeemann
- 1970-1974 : Carlo Huber
- 1974-1982 : Johannes Gachnang
- 1982-1985 : Jean-Hubert Martin
- 1985-1997 : Ulrich Loock[2]
- 1997-2005 : Bernhard Fibicher
- 2005-2011 : Philippe Pirotte[3]
- 2012-2014 : Fabrice Stroun[4]
- 2014-2015 : Donatella Bernardi (ad interim)[5]
- 2015-2022 : Valérie Knoll
- 2022-2023 : Kabelo Malatsie[6],[7]